# Pieczarka długotrzonowa
Pieczarka długotrzonowa (Agaricus altipes F. H. Møller) – gatunek grzybów z rodziny pieczarkowatych (Agaricaceae).

## Systematyka i nazewnictwo
Pozycja w klasyfikacji według Index Fungorum: Agaricaceae, Agaricales, Agaricomycetidae, Agaricomycetes, Agaricomycotina, Basidiomycota, Fungi.
Po raz pierwszy opisał go w 1951 r. Friedrich Alfred Möller i nadana przez niego nazwa naukowa jest ważna. Niektóre synonimy:
- Agaricus aestivalis (F.H. Møller) Pilát 1951
- Agaricus aestivalis var. flavotactus (F.H. Møller) Pilát 1951
- Agaricus albosericellus Gminder 2010
- Agaricus albosericeus Rauschert 1992
- Agaricus altipes var. altipes (F.H. Møller) F.H. Møller 1951
- Psalliota aestivalis F.H. Møller 1950
- Psalliota aestivalis var. flavotacta F.H. Møller 1950
- Psalliota altipes F.H. Møller 1950[2].

Polską nazwę zarekomendował Władysław Wojewoda w 2003 r.

## Morfologia
Kapelusz:
Średnica 4–8 cm, początkowo stożkowaty lub półkulisty, następnie wypukły z szerokim centralnym garbkiem. Powierzchnia biaława, bladożółtawa, na środku łuskowata.
Trzon
Wysokość 8–12 cm, grubość 1–2 cm, cylindryczny, lekko poszerzony u nasady, początkowo biały, następnie żółtawobrązowy, drobno włókienkowaty i bruzdowany, w górnej części z cienkim, białym i szybko odpadającym pierścieniem.
Blaszki
Wolne, wąskie, białawe, różowe do czarnobrązowych, z nieco sterylnym brzegiem.
Miąższ
W kapeluszu biały, pod skórką różowy, u nasady trzonu czerwonobrązowy.
Cechy mikroskopowe
Zarodniki elipsoidalne lub jajowato-elipsoidalne, 6–8 × 3,5–4,5 µm, jasnobrązowe, gładkie.

## Występowanie i siedlisko
Podano występowanie w Ameryce Północnej i Europie. W Polsce W. Wojewoda w 2003 r. przytoczył 2 stanowiska, w późniejszych latach podano dwa następne.
Naziemny grzyb saprotroficzny występujący w lasach, głównie iglastych, rzadko liściastych. Owocniki pojedynczo lub w małych grupach, zwykle od lipca do października.

## Znaczenie
Grzyb jadalny.